# 백옥자
백옥자(白玉子, 1951년 3월 5일 ~ )는 경기도 인천시 출신의 대한민국의 육상 선수였다. 1970년과 1974년 아시안 게임 포환 던지기에서 금메달을 땄다. 종교는 천주교이며, 세례명은 요한나이다.
박문여중 때부터 투척 경기를 시작했고, 1974년 테헤란 아시안 게임대회에서는 여자 포환던지기에서 16m 28cm의 아시아 신기록을 세우면서 우승했다.
1970년대에는 아시아의 마녀란 별명으로 불리며 뛰어난 활약을 했다.

## 개인 최고 기록
| 종목       | 기록   | 날짜         | 대회                        | 장소                     | 기타                    |
| 포환던지기 | 16m 15 | 1972. 04. 22 | 뭔헨 올림픽 파견 1차 선발전 | 대한민국 서울 서울운동장 | 당시 대한민국 최고 기록 |

## 같이 보기
- 여자 포환던지기 대한민국 기록 추이